# 瀬川良雄
瀬川 良雄（せがわ よしお、1913年（大正2年）10月23日 - 2002年（平成14年）3月22日）は、日本の囲碁棋士。兵庫県出身、久保松勝喜代名誉九段郎門下、日本棋院所属、九段。本因坊戦リーグ2期など。厚い棋風。日本棋院関西総本部理事などを務めた。

## 経歴
兵庫県武庫郡鳴尾村（現西宮市）に8人兄弟の7番目として生まれる。父が囲碁好きで、離れの二階を碁会所のようにしていたことで、小学4年の時に囲碁を覚える。翌年地元で久保松勝喜代に八子で打ってジゴとし、入門する。小学時代は森繁久彌と同級生で親しくしていた。1929年（昭和4年）15歳で入段。1931年から33年まで東京の大手合に参加、この時は久保松門下の兄弟子にあたる木谷實の家に下宿した。
1939年四段、結婚、召集を受け、南支、広東、仏印方面を転戦する。翌1940年には広東で決死隊に参加し、41名中戦死者12名の作戦でからくも生還、1943年に復員。1945年に再度召集を受けて高知に配属され、終戦を迎えた。1946年からの日本棋院関西支部の手合再開に尽力。1947年五段。1950年の東西対抗戦には関西棋院代表として出場し、高橋重行五段に勝ち、第二次戦の勝抜き戦では藤沢秀行五段に勝ち、梶原武雄五段に敗れた。同年の関西棋院独立に際しては、日本棋院関西総本部に所属する。
1951年第7期本因坊戦で、関西総本部棋士として最初のリーグ入り。続いて1953年にも第9期リーグ入りし、坂田栄男を破る。1954年六段。1957年七段。1960年の日中囲碁交流訪中団に参加。1971年、57歳で八段昇段。1979年に心筋梗塞で倒れ、1981年に68歳で現役引退、九段。2002年88歳で死去。門下に早瀬弘、岡光雄。
生家が競馬場に近く、家の離れには騎手の伊藤勝吉もよく来ており、瀬川もその後競馬を趣味にする。本因坊秀哉が競馬場に行くのにもよく同行した。関西総本部の理事と院生師範を務め、1955年は総本部で1年に一人という入段定員枠を破って、早瀬弘、林海峰、天宅信雄の3名を入段させた。また1954年開始の近畿六府県アマ囲碁対抗戦を設立させた。
1976年、理事としての功績で第1回松原賞受賞。1983年日本棋院から大倉賞を受賞。1984年勲四等旭日小綬章受章。
カミソリ坂田を破る
1954年1月20-21日 第9期本因坊戦挑戦者決定戦リーグ戦 瀬川良雄五段-坂田栄男八段(先番) 105-132手

瀬川は予選で細川千仭七段に勝って2度目のリーグ入りを果たした。序盤、黒番坂田が上辺での機敏な打込みから優勢な局面とするが、白も中央でポン抜きの厚い形を得る。黒1（111手目）から黒11と中央のシノギにかかるが、黒9白10の交換が手薄さを生じて疑問で、白はここから厚みを生かした得意の寄り付きで3目半勝ち、本因坊リーグでの初白星を飾った。坂田は呉清源との十番碁が1ヶ月前から始まっていた最中だったが、リーグ戦では痛い黒星となった。